# Kakamigahara
Kakamigahara (各務原市; -shi) é uma cidade japonesa localizada na província de Gifu.
Em 1 de Novembro de 2004 a cidade tinha uma população estimada em 148 393 habitantes e uma densidade populacional de 1 691 h/km². Tem uma área total de 87,77 km².
Recebeu o estatuto de cidade a 1 de Abril de 1963.
Possui um supermercado voltado aos brasileiros, latinos e filipinos. O supermercado Works Group Yugenghaisha (ワークスグループ　有限会社) situado no bairro Sohara.

## Fusões
A 1 de Novembro de 2004, a antiga cidade de Kawashima fundiu-se com esta cidade.

## Cidade-irmã
- Chuncheon, Coreia do Sul